# Гельфенбурк (Баворов)
Замок Гельфенбурк у Баворова (чеш. Hrad Helfenburk u Bavorova) — большей частью руинированный средневековый готический замок Рожмберков, расположенный на холме Малошин в 6 км от города Баворов в районе Страконице Южночешского края. Основан в 1355 году братьями Петром II, Йоштом I, Ольдржихом I и Яном I из Рожмберка. В 1958 году объявлен памятником культуры Чешской Республики.

## История замка

### Возведение замка панами из Рожмберка
В начале XIV века Баворовское панство принадлежало панскому роду Баворов из Стракониц. После смерти пана Бавора III из Стракониц панство перешло по наследству к его вдове Маркете, которая в 1334 году передала его в залог своему брату Петру I из Рожмберка. В 1351 году сыновья Петра I — Петр II, Йошт I, Ольдржих I и Ян I из Рожмберка, получили от короля право наследственного владения Баворовским панством. Новые земли располагались на самой западной окраине обширных владений панов из Рожмберка и нуждались в эффективной защите и управлении. Деревянный Баворовский замок, который пустовал уже почти полвека, совершенно не подходил для выполнения роли военно-административного центра новых владений и братья Рожмберки обратились к королю Карелу Люксембургскому с прошением о разрешении возвести в новых владениях каменный замок. 21 мая 1355 года король, будучи признателен за военную помощь, оказанную ему Рожмберками при подавлении мятежа в Пизе во время его коронационного марша, своей грамотой пожаловал четырём братьям право заложить на холме Малошин, к северо-западу от Баворова, укреплённый замок. Новый замок расположился невдалеке от пути, соединявшего Нетолице и Страконице.
Строительство замка продвигалось довольно быстро, о чём в частности свидетельствует тот факт, что в источниках под 1357 годом уже упоминается первый бургграф замка Ярослав Мержичка из Витеёвиц, вероятно, надзиравший за строительством. Ядро замка, состоящее из двух одинаковых по размерам дворцов, окружённых двойной (парканной) крепостной стеной, было построено между 1360 и 1370 годами. В 1369 году второй бургграф Гельфенбурка Бузек из Льготы в своём специальном послании в Крумлов сообщил об окончании строительства замкового дворца.
В 80-х годах XIV века замок Гельфенбурк уже фигурирует в бурных внутриполитических событиях Чешского королевства. В условиях нарастающего противостояния между архиепархией Праги и королём Вацлавом IV находившийся в оппозиции королевской власти пан Йиндржих III из Рожмберка в 1384—1397 годах предоставлял в Гельфенбурке убежище пражскому архиепископу Яну II из Енштейна перед его отъездом в Рим. Вооруженные столкновения того периода между королевскими войсками и силами оппозиционного королю Панского союза не коснулись непосредственно замка, однако привели к опустошению всего Гельфенбуркского панства. О политическом значении замка Гельфенбурк свидетельствуют несколько состоявшихся в нём встреч представителей враждующих сторон, в ходе которых были достигнуты соглашения о перемирии и обмене пленными.

### Замок в XV веке
Строительство и укрепление замка продолжалась на протяжении всего XV века, а также в первой половине XVI века. После того как в 1468 году пан Ян II из Рожмберка по настоянию папского легата примкнул к оппозиционному королю Зеленогорскому союзу, ближайшие к Гельфенбурку города, сохранявшие верность королю Йиржи из Подебрад, начали против замка локальную войну. Для усиления замкового гарнизона Ян II приказал бургграфу Гельфенбурка снарядить дополнительно 60 стрелков. Наследовавшие Яну II его сыновья Йиндржих V, Вок II и Петр IV из Рожмберка сочли, однако, более нецелесообразным владение Гельфенбуркским панством и в 1475 году продали его вместе с замком, местечком Баворов и прилегающими деревнями генеральному приору Чешской провинции ордена иоаннитов Яну из Швамберка, который три года спустя перепродал его Вацлаву Влчку из Ченова. Последний, будучи деятельным военачальником и горячим приверженцем короля Владислава Ягеллонского, превратил замок Гельфенбурк в свою военную базу, с которой совершал вылазки и походы против сторонников венгерского короля Матьяша Хуньяди. При Вацлаве Влчке замок был существенно лучше укреплён, став одним из совершеннейших оборонительных сооружений Чешского королевства того периода. Внешний форбург замка с северной стороны был усилен тремя угловыми крепостными башнями, на которых могли располагаться тяжелые артиллерийские орудия. С южной стороны в расширенной части наружного вала был установлен деревянный сруб, доступ в который из замка осуществлялся через небольшие узкие ворота в южной крепостной стене.
Открыто проявляемая враждебность Вацлава Влчка в отношении панов из Рожмберка заставила их предпринять меры к возвращению Гельфенбуркского панства в состав своей доминии. Вероятно, при деятельном содействии Рожмберков в 1484 году Гельфенбуркское панство с замком у Вацлава Влчка выкупил штирийский дворянин Генрих Прушенк фон Штеттенберг, который в том же году занял у панов из Рожмберка 8 000 золотых и в обеспечение исполнения этого обязательства передал им Гельфенбуркское панство в залог. В 1503 году Рожмберки полностью выкупили замок Гельфенбурк с панством у сына Генриха, графа Ульриха фон Хардегг.

### Замок в XVI—XVIII веках
С начала XVI века наблюдается последовательное снижение военного значения замка, гарнизон существенно сокращается, а бургграф замка становится исключительно хозяйственным управленцем. К 1580 году замок уже не использовался по своему первоначальному назначению, служил местом жительства рядовым рожмберкским чиновникам, управлявшим Гельфенбуркским панством. Упадок замка достиг наивысшей точки после того, как в 80-х годах того же века пан Вилем из Рожмберка основал недалеко от Гельфенбурка охотничий замок Кратохвиле, а всю администрацию Гельфенбуркского панства переселил в Нетолице. Наконец, в 1593 году пан Петр Вок из Рожмберка продал пустующий замок Гельфенбурк вместе с местечком Баворов и всем панством городу Прахатице, после чего замок периодически использовался как место жительства местного лесничего. С этого времени окрестное население стало постепенно разбирать замок по камням для строительства своих жилищ.
После битвы на Белой Горе в 1622 году имущество города Прахатице, включая Гельфенбуркское панство с пустующим замком, за участие в восстании чешских сословий было конфисковано королём Фердинандом II Габсбургом и пожаловано во владение Гансу Ульриху фон Эггенбергу. После пресечения рода Эггенбергов в 1717 году их владения, включая замок Гельфенбурк, перешли в собственность князей Шварценбергов, которые владели им последующие двести лет.

### Замок в Новейшее время
В 1922 году в соответствии с постановлением о земельной реформе уже существенно разрушенный замок Гельфенбурк был национализирован чехословацким правительством и передан в распоряжение Тршебоньского управления государственных лесов и земельных владений, которое, в свою очередь, передало руины замка в аренду клубу чешских туристов, открывшему замок для посещения общественности. После этого начали предприниматься первые меры по спасению руин замка от дальнейшего разрушения. В 1936 году были проведены работы по закреплению кладки и консервации стен замка. После 1945 года Гельфенбурк был внесён в перечень государственных замков Чехословакии, а 3 мая 1958 года развалины замка были объявлены памятником культуры Чешской Республики. В 1977 году сторожевая башня замка была оборудована в обзорную башню. В 90-х годах XX века в соответствии с законом о муниципальных образованиях Гельфенбурк был передан в собственность города Баворов.
|                                                        |                                                        |                                                |
| Вид с востока на ядро замка и бергфрид, фото 1988 года | Вид с востока на ядро замка и бергфрид, фото 2015 года | Вид с севера на бергфрид и вторые ворота замка |

## Описание
Масштабные руины замка Гельфенбурк возвышаются на утёсе Малошин, расположенном в шести километрах к северо-западу от города Баворов, невдалеке от старинной деревеньки Коечин. Этот утёс отделён от основного горного кряжа плоской седловиной и располагается перпендикулярно к нему, простираясь с запада на восток. Поскольку самый лёгкий доступ на вершину утёса находился с северной стороны — вдоль направления главного хребта, а главная ось замка естественным образом была связана с осью утёса, замок приобрёл довольно необычный вид, так как его планировка включила в себя одновременно две оси, пересекавшиеся под прямым углом. Замок образует в плане неровный круг, наиболее широкая сторона которого повёрнута на север в направлении главного хребта холма и отделена от него седловиной. С этой стороны замок был наиболее уязвим, поэтому здесь была возведена сложная система укреплений, включающая в себя два форбурга (предградья) — внешний и внутренний (малый). Весь периметр замка был окружён двойной (парканной) крепостной стеной, усиленной по углам полукруглыми крепостными башнями. В свою очередь, крепостная стена на три четверти своей протяжённости была опоясана валом и глубоким рвом. Исключение составлял небольшой участок с юго-восточной стороны холма, где стена защищалась крутым природным обрывом. Таким образом, замок состоял из трёх основных частей: обитаемое ядро (цитадель) замка и внутренний форбург, возвышавшиеся над защищавшим их с северного склона внешним предградьем.
Ядро замка простирается с запада на восток и состоит из двух одинаковых по размерам дворцов (либо одного двусоставного дворца), стоящих друг против друга на самой высокой части холма и разделённых небольшим почти квадратным внутренним двориком, с севера и юга огороженным обычными стенами в два этажа высотой. Остатки порталов на уровне второго этажа в стенах западного дворца свидетельствуют о том, что первоначально оба дворца были соединены открытой деревянной галереей, сооружённой над стенами внутреннего дворика (подобно тому, как это было устроено в замке Кашперк). Специальные консоли («кракорцы»), на которых крепилась эта галерея, до сих пор виднеются на южной и северной стенах дворика. Позднее деревянная галерея была заменена каменной аркадой с восьмиконечными колоннами вдоль стен дворика на уровне первого этажа. С южной стороны от дворцов располагается больший по размеру полукруглый двор, огороженный крепостной стеной с прилегающими к ней изнутри хозяйственными постройками. Северная стена дворцов примыкала к внутренней крепостной стене, отделявшей ядро замка от внутреннего (малого) форбурга. Северо-восточный угол замкового ядра был усилен стройной цилиндрической башней, а в северо-западном углу находилась проездная башня с третьими воротами, ведущими из полукруглого двора в малый форбург.
Расположенное с северной стороны внешнее предградье было хорошо укреплено. Единственный вход в замок осуществлялся через узкие ворота с подъёмным мостом, расположенные в северной части крепостной стены внешнего форбурга со стороны седловины хребта холма, где внешний вал заканчивался у крутого скалистого склона. Перед воротами на расширенной части внешнего вала был поставлен оборонительный сруб, о существовании которого свидетельствуют сохранившиеся углубления. Внешний и внутренний форбурги были разделены крепостной стеной, в центре которой и примерно в середине всего периметра замка возвышался мощный цилиндрической бергфрид, большей частью сохранившийся до наших дней. Эта стена тянулась по краю наиболее высокой части утёса, на которой располагались ядро замка и внутреннее предградье. Внешний форбург, таким образом, простирался несколько ниже, у подножия внутреннего. К западу от бергфрида в стене были устроены вторые ворота, ведущие из внешнего предградья во внутренний (малый) форбург. Из малого форбурга внутрь ядра замка можно было попасть через третьи ворота с подъёмным мостом, перед которыми был прорыт ров.
|                                                             |                      |                                                                                 |                                                                                 |
| Цилиндрической башня в северо-восточном углу замкового ядра | Внешние ворота замка | Каменная доска с гербами Яна I из Рожмберка и его жены Элишки из Галса, XIV век | Руины проездной башни с третьими воротами в северо-западном углу замкового ядра |